# Chloristan rubidný
Chloristan rubidný je anorganická sloučenina, sůl kyseliny chloristé a rubidia. Podobně jako ostatní chloristany je to silné oxidační činidlo.
Vytváří dvě krystalické formy, při teplotě pod 279 °C krystalizuje v kosočtverečné a nad tuto teplotu v krychlové krystalografické soustavě, která má o něco menší hustotu.

## Rozpustnost ve vodě
| Teplota (°C)           | 0    | 8,5  | 14    | 20    | 25   | 50    | 70   | 99    |
| Rozpustnost (g/100 ml) | 1,09 | 0,59 | 0,767 | 0,999 | 1,30 | 3,442 | 6,72 | 17,39 |